# Comuna de Koniecpol
Koniecpol (polaco: Gmina Koniecpol) é uma gminy (comuna) na Polónia, na voivodia de Silésia e no condado de Częstochowa. A sede do condado é a cidade de Koniecpol.
De acordo com os censos de 2004, a comuna tem 10 446 habitantes, com uma densidade 71,2 hab/km².

## Área
Estende-se por uma área de 146,75 km², incluindo:
- área agricola: 58%
- área florestal: 24%

## Demografia
Dados de 30 de Junho 2004:
|                      | Total   | Total | Mulheres | Mulheres | Homens  | Homens |
| -------------------- | ------- | ----- | -------- | -------- | ------- | ------ |
|                      | pessoas | %     | pessoas  | %        | pessoas | %      |
| População            | 10 446  | 100   | 5247     | 50,2     | 5199    | 49,8   |
| Densidade (pop./km²) | 71,2    | 100   | 35,8     | 35,8     | 35,4    | 35,4   |

De acordo com dados de 2002, o rendimento médio per capita ascendia a 1013,56 zł.

## Subdivisões
- Aleksandrów-Michałów, Dąbrowa, Rudniki-Kolonia, Stary Koniecpol, Kuźnica Grodziska, Kuźnica Wąsowska, Luborcza, Łabędź, Łysaków, Łysiny, Oblasy, Okołowice, Piaski-Pękowiec, Radoszewnica, Rudniki, Stanisławice, Teodorów, Wąsosz, Wólka, Zagacie, Załęże, Zaróg.

## Comunas vizinhas
- Dąbrowa Zielona, Lelów, Przyrów, Secemin, Szczekociny, Włoszczowa, Żytno